# William (Bischof, Dunblane, † 1296)
William († vor August 1296) war ein schottischer Ordensgeistlicher. Ab 1284 war er Bischof von Dunblane.

## Aufstieg zum Bischof
William trat dem Benediktinerorden bei und stieg zum Abt von Arbroath Abbey auf. Nach dem Tod von Bischof Robert of the Provender wurde er 1284 zum Bischof des Bistums Dunblane gewählt, dabei gehörte William kraft seines Amtes als Abt dem Kathedralkapitel an, das den Bischof wählen durfte. Da die Kirche von Schottland direkt den Päpsten unterstellt war, reiste William nach seiner Wahl zur Kurie nach Rom, um seine Wahl bestätigen zu lassen. Aus ungeklärten Gründen wurde dort die Wahl von William angefochten. Papst Martin IV. beauftragte drei Kardinäle, die den Ablauf der Wahl prüfen sollten. William musste dann auf seinen Anspruch auf das Bischofsamt verzichten, worauf er vermutlich kurz vor dem 18. Dezember 1284 vom Papst zum Bischof von Dunblane ernannt wurde. Anschließend wurde er von Kardinal Ordoño Álvarez, Bischof von Tusculum, zum Bischof geweiht.

## Tätigkeit als Bischof
Über die Tätigkeit von William als Bischof ist nur sehr wenig bekannt. Er versuchte wie seine Vorgänger, die knappen Einkünfte des Bistums zu steigern. Dazu erhielt er 1291 von Papst Nikolaus IV. die Erlaubnis, die Besitzungen der Kirchen des Bistums zu erfassen, wobei über den weiteren Ablauf dieser Erfassung nichts bekannt ist. 1290 gehörte er dem Parlament an, das den Vertrag von Birgham bestätigte. Als nach dem Tod der Thronfolgerin Margarete im Oktober 1290 die schottische Thronfolge ungeklärt war und ein Bürgerkrieg drohte, bat der Regentschaftsrat den englischen König Eduard I., über die Ansprüche der Anwärter auf den schottischen Thron zu entscheiden. Wie andere schottischen Magnaten und Prälaten erkannte William deshalb am 12. Juli 1291 den englischen König als Oberherrn an. Der Versammlung, die dann über die Ansprüche der Thronanwärter beriet, gehörte William als Vertreter des Thronprätendenten John Balliol an. Dieser wurde im November 1292 zum rechtmäßigen König erklärt. Über die Frage der Oberhoheit des englischen Königs kam es aber 1296 zum Krieg zwischen England und Schottland. Ob William noch die schottische Niederlage und die Abdankung Balliols erlebte, ist ungeklärt. Vermutlich starb er Anfang des Jahres, spätestens vor August 1296.